# 開南湾

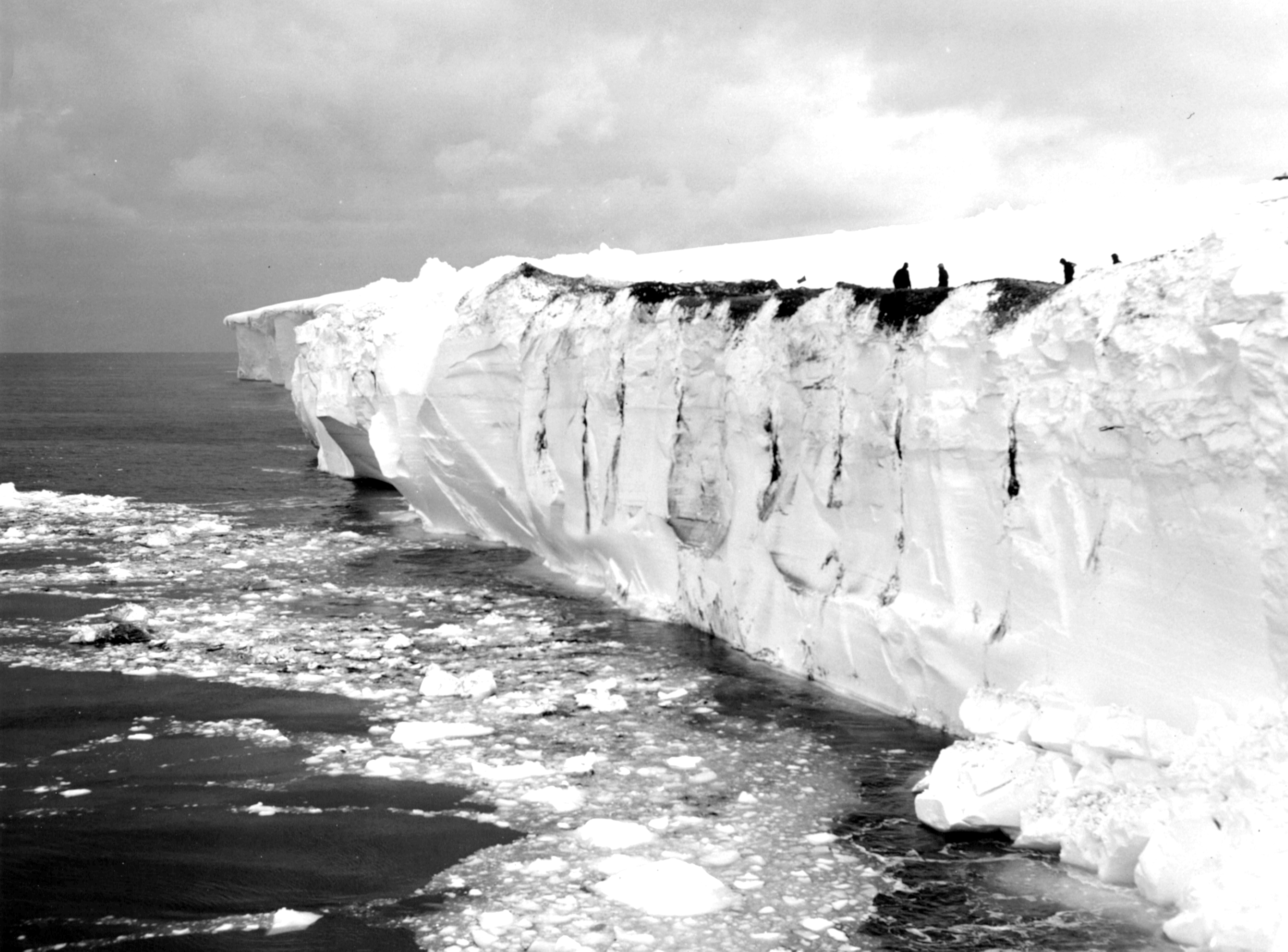
海南湾の氷壁、画像の端近くにアメリカ海軍のシービーが見える

開南湾（かいなんわん、英: Kainan Bay）は、南極のルーズベルト島の北西端から北東に約37海里（70キロメートル）にあるロス棚氷の前方にある湾。白瀬海岸の一部にあたる。

## 歴史
1902年1月、イギリスのロバート・スコット率いる英国南極探検隊のディスカバリー遠征時に発見された。1912年1月に、日本の南極探検隊を率いた白瀬矗中尉によって、開南丸から同地の棚氷に着陸したことに因み「開南湾」と命名された。